# Black Pudding Peak
Der Black Pudding Peak (deutsch Blutpuddinggipfel) ist ein isolierter, schwarzfelsiger Berg im ostantarktischen Viktorialand. Er ragt 3 km nordwestlich des Mount Brøgger in den Prince Albert Mountains auf.
Die neuseeländische Nordgruppe der Commonwealth Trans-Antarctic Expedition (1955–1958) benannte ihn 1957 deskriptiv in Verbindung mit seiner dunklen Färbung nach seiner plump wirkenden Form.